# سمكة أودية الحجاز
سمكة أودية الحجاز هو نوع من الأسماك الصغيرة أو المتوسطة الطول نوعا ما، حيث بلغ أقصي طول قياسي مسجل لسمكة أودية الحجاز 10.9 سم، ويتميز هذا النوع بأن عدد الأسنان الخيشومية علي الجزء السفلي من القوس الخيشومي الأول يتراوح ما بين 10 إلى 13.

## أماكن التواجد والإنتشار
تتواجد سمكة أودية الحجار في المياه العذبة في الأودية والعيون.
وينتشر هذا النوع بالمملكة العربية السعودية، في عيون المياه العذبة بمدينة خيبر شمال غرب المدينة المنورة وكذلك بعض أودية القنفدة.

## الدراسات والبحث العلمي
خضعت سمكة أودية الحجاز في السنوات الأخيرة إلى العديد من الدراسات العلمية لتحديد صنف هذا النوع من الأسماك، خاصة وأن الدراسات القديمة كانت تقوم بتصنيف الأسماك بناءاً على الخصائص المورفولوجية فقط، ولم يتم استخدام التكنولوجيا الحديثة في تلك الدراسات، والتي كان من الممكن أن تكون مفيدة، للتحقق من حالة الأنواع الفرعية بين الأنواع ذات الصلة الوثيقة. وقد تم خلال هذه الدراسات العلمية فحص التنوع الجيني لإكتشاف العلاقات المحتملة بين الأنواع الشبيهة لسمكة أودية الحجاز، وتحديد صنفها الأصلي.